# HC 1957 Kadaň
HC 1957 Kadaň je klub pozemního hokeje v Kadani. Ve venkovní sezoně 2024/2025 hraje tým mužů nejvyšší soutěž v Česku (Extraliga mužů).               
Klub má i mládežnické oddíly a dospělý tým žen.

## Historie
Klub vznikl v roce 1957 z podnětu pana Emila Závodného. Vyvíjel se postupně z bandy hokeje, přičemž se hrálo se na malém hřišti s bedněním. Teprve později se pozemní hokej přesunul na škvárový povrch a v 80. a 90. letech 20. století ho nahradila antuka. V roce 2000 vyrostla na stejném místě přírodní tráva a od roku 2019 se začal budovat moderní Areál Emila Závodného s umělým povrchem přímo na pozemní hokej, který byl o rok později uveden do provozu.  
Kadaňský klub pozemního hokeje vychoval celou generaci hráčů, kteří byli úspěšní jak na klubové, tak reprezentační úrovni. Postupem času se rozšiřovala hráčská základna a vznikl i ženský tým. Výchově hráčů se v klubu věnovali trenéři Emil Závodný, Napoleon Hrnko nebo Václav Soukup.
V roce 1986 se dorostenci HC 1957 Kadaň stali mistry republiky venku i v hale. Muži několik let hráli extraligu (nejvyšší českou soutěž) a v halovém hokeji dokonce bojovali o medailová umístění. Velmi úspěšná byla halová sezona extraligy 2004/2005, ve které tým mužů získal stříbrné medaile, když ve finále podlehl pozdějšímu vítězi pražské Slavii. Ve stejné sezoně se z úspěchu radovali i mladší dorostenci, kteří v celorepublikové soutěži obsadili třetí místo. 
V sezoně 2023/2024 se tým mužů stál vítězem I. ligy (druhé nejvyšší soutěže) a v následné baráži proti týmu HC 1946 Praga si v samostatných nájezdech vybojoval postup do Extraligy pro sezonu 2024/2025.

## Klubové úspěchy
- Mladší žáci:   3. místo na MS ČR (hala 2019)
- Starší žáci:   vicemistr ČR (hala 2015)
- Dorostenci:  mistr ČSSR (venek, hala 1986), 3. místo na MS ČR (hala 2005)
- Ženy:  vítěz I. ligy (hala 2019)
- Muži:  vicemistr ČR (hala 2005), vítěz I. ligy (venek 2024)

## Soupisky týmu mužů
| #         | jméno              | góly |
| brankáři  |                    |      |
| 1         | Marko Linhart      |      |
| 17        | Martin Vízek       |      |
| 98        | Lukáš Toth         |      |
| obránci   |                    |      |
| 31        | Petr Pospíšil "C"  |      |
| 9         | Petr Bodnár        |      |
| 3         | Zdeněk Kruliš      |      |
| 21        | Ondřej Linhart     |      |
| 13        | Michal Králík      |      |
| 27        | Martin Přenosil    | 1    |
| 6         | Jakub Králík       |      |
| záložníci |                    |      |
| 8         | Tomáš Nebeský      |      |
| 4         | Lukáš Ležal        |      |
| 20        | Petr Petruš        | 1    |
| 7         | Štěpán Lalík       | 2    |
| 10        | Kryštof Bodnár     | 2    |
| 12        | Jiří Chroust       |      |
| 11        | David Shamal       | 1    |
| útočníci  |                    |      |
| 19        | Radek Podmanický   | 1    |
| 5         | Jaroslav Běžel st. | 2    |
| 28        | Lukáš Zörkler      |      |
| 14        | Vojtěch Mohapl     |      |
| trenér    |                    |      |
| 2         | Alexandr Toth      |      |

| #         | jméno              | góly     |
| brankáři  | brankáři           | brankáři |
| --------- | ------------------ | -------- |
| 1         | Marko Linhart      |          |
| 69        | Roman Němec        |          |
| 98        | Lukáš Toth         |          |
| obránci   |                    |          |
| 31        | Pospíšil Petr "C"  |          |
| 9         | Bodnár Petr        |          |
| 3         | Kruliš Zdeněk      |          |
| 21        | Linhart Ondřej     |          |
| 13        | Králík Michal      |          |
| 27        | Přenosil Martin    |          |
| 6         | Králík Jakub       |          |
| záložníci |                    |          |
| 8         | Nebeský Tomáš      |          |
| 4         | Ležal Lukáš        |          |
| 11        | Strijbis Peter     |          |
| 7         | Lalík Štěpán       |          |
| 10        | Kryštof Bodnár     |          |
| 12        | Chroust Jiří       |          |
| útočníci  |                    |          |
| 19        | Podmanický Radek   |          |
| 5         | Běžel Jaroslav st. |          |
| 28        | Lukáš Zörkler      |          |
| 14        | Běžel Jaroslav ml. |          |
| trenér    |                    |          |
| 2         | Alexandr Tóth      |          |

| #         | jméno               | góly     |
| brankáři  | brankáři            | brankáři |
| --------- | ------------------- | -------- |
| 98        | Tóth Lukáš          |          |
| 69        | Němec Roman         |          |
| 1         | Linhart Marko       |          |
| obránci   |                     |          |
| 31        | Pospíšil Petr "C"   |          |
| 3         | Kruliš Zdeněk       | 1        |
| 21        | Linhart Ondřej      |          |
| 13        | Králík Michal       |          |
| 6         | Králík Jakub        |          |
| 11        | Strijbis Peter      | 2        |
| záložníci |                     |          |
| 8         | Kroupa Tomáš        | 2        |
| 27        | Nebeský Tomáš       | 3        |
| 4         | Ležal Lukáš         | 8        |
| 7         | Lalík Štepán        | 11       |
| 10        | Chroust Jiří        | 1        |
| 28        | Zörkler Lukáš       |          |
| útočníci  |                     |          |
| 19        | Podmanický Radek    | 1        |
| 5         | Běžel Jaroslav st.  | 2        |
| 14        | Běžel Jaroslav ml.. | 4        |
| trenér    |                     |          |
| 2         | Tóth Alexander      |          |

| #         | jméno              |
| brankáři  | brankáři           |
| --------- | ------------------ |
| 1         | Linhart Marko      |
| 69        | Němec Roman        |
| obránci   |                    |
| 31        | Pospíšil Petr "C"  |
| 3         | Kruliš Zdeněk      |
| 21        | Linhart Ondřej     |
| 13        | Králík Michal      |
| 6         | Králík Jakub       |
| 11        | Strijbis Peter     |
| 25        | Sobotka Marek      |
| 12        | Huňa Radek         |
| záložníci |                    |
| 8         | Nebeský Tomáš      |
| 9         | Ležal Lukáš        |
| 7         | Lalík Štepán       |
| 28        | Zörkler Lukáš      |
| 18        | Šupík Nicolas      |
| útočníci  |                    |
| 5         | Bežel Jaroslav st. |
| 14        | Běžel Jaroslav ml. |
| 20        | Petruš Petr        |
| 22        | Holec Jan          |
| trenér    |                    |
| 19        | Podmanický Radek   |